# Neuvy-Sautour
Neuvy-Sautour è un comune francese di 1 013 abitanti situato nel dipartimento della Yonne nella regione della Borgogna-Franca Contea.

## Società

### Evoluzione demografica
Abitanti censiti